# Saint-Pierre-d'Albigny
 Saint-Pierre-d'Albigny  es una población y comuna francesa, en la región de Ródano-Alpes, departamento de Saboya, en el distrito de Chambéry y cantón de Saint-Pierre-d'Albigny.

## Demografía
| 2355 | 2494 | 2518 | 2850 | 3151 | 3269 |
| Para los censos de 1962 a 1999 la población legal corresponde a la población sin duplicidades (Fuente: INSEE [Consultar]) |      |      |      |      |      |